# Fregatka
Fregatka (Fregata) je jediný rod monotypické čeledě fregatkovití (Fregatidae). Rod těchto vodních ptáků se dělí do 5 druhů.

## Výskyt
Lze je spatřit létat nad všemi tropickými a subtropickými moři, v některých místech se mohou vyskytovat pouze sezónně v závislosti na množství vhodných ryb. Fregatky jsou majestátní, velice hbití letci, přesto se obvykle nepouštějí daleko od pobřeží neboť k odpočinku se vracejí na břeh. Dokážou při svém letu šetřit síly a využívají teplé stoupavé proudy a dlouze plachtí, mnohdy je hurikány zaženou na neobvyklá místa.

## Popis
Jsou to velcí ptáci, měří 90 až 115 cm a váží 600 až 1600 gramů, rozpětí křídel mívají 195 až 245 cm; samice bývají větší a těžší než samci. Křídla mají neobyčejně dlouhá, úzká a špičatá, dlouhý ocas složený z 12 per je hluboce vidličnatý. Hlava je malá a krk poměrně krátký. Dlouhý, válcovitý zobák (2krát delší než hlava) je na konci hákovitě zahnutý. Mají ze všech ptáků nejvíce pneumatizovanou kostru.
Jejich nohy jsou poměrně krátké, u samců bývají včetně chodidel černé nebo hnědé, u samic bílé nebo červené. Mezi prsty s ohnutými drápky mají natažené jen malé plovací blány. Po pevné zemi chodí pomalu a kolébavě, nohy dobře slouží jen k usednutí na větve. Jejich lesklé peří je převážně černé nebo hnědé, samice mívají bílé břicho nebo hruď. Samci mají pod hrdlem pružný hrdelní vak, který v době námluv sytě zčervená, samci je nafukují a lákají na něj samice.
Loví za letu do zobáků, na vodní hladinu nepřistávají ani se nepotápějí, maximálně se od hladiny odrážejí při vzletu s kořistí. Jsou špatnými plavci, mají smáčivé peří rychle navlhající. Loví ryby plovoucí těsně pod hladinou nebo vyskakující z vody, například při útěku před delfíny. Svými dlouhými zahnutými zobáky vytáhnou zpod hladiny i chobotnice, medúzy a malé želvy. Sbírají také z povrchu mršiny nebo po dlouhou dobu následují rybářské lodě a čekají na vyhozený odpad. Je u nich často popisován kleptoparazitismus, kdy za letu obtěžují jiné mořské ptáky a kradou jim ulovené ryby, většinou je tento jev zveličován. Loupí také vejce a mláďata jiných ptáků i samotných fregatek. Nedokáži vzlétnou z rovné plochy, proto neusedají na zem.

## Rozmnožování
Vlastní hnízdící kolonie čítá i několik tisíc párů, hnízdí společně také jiné druhy a rody. Bývají situovány na tradiční místa, na opuštěné ostrůvky, skalnaté útesy, nebo jinak pozemním dravcům nepřístupná místa. Počátek zahnízdění je dán místně s dobou maximálního výskytu potravy.
Fregatky jsou považovány za sezónně monogamní. Námluvy probíhají tak, že samci se shlukují do skupin, rozprostírají křídla, zvedají zobáky vzhůru, klapou jimi a hlavně nafukují své ohnivě červené vaky. Samice nad nimi přelétávají a vybírají si, pak u svých vyvolených přistanou. Spárovaní se několik dnů procházejí s hadovitými pohyby hlavy a dotýkají se zobáky, načež začnou stavět hnízdo. Hnízda fregatek bývají umístěna na stromech, keřích nebo skalách, jsou spletena z větviček, listů, trávy, mořských řas i peří. Samec sbírá materiál, často krade z okolních hnízd, samice hnízdo staví z přineseného a hlídá ho. Oplodnění probíhá na hnízdě.
Samice klade jediné vejce, které střídavě oba ptáci inkubují asi 40 až 45 dnů. Vylíhlé mládě je zcela závislé na rodičích, kteří ho krmí, zahřívají i ochraňují. Během prvého měsíce jsou u něj neustále, pak se navracejí jen s krmením a večer. Po třech až čtyřech měsících od narození samec rodinu opouští. Původní chmýří mláděte se změní do dětského šatu za čtyři a půl až devět měsíců, pak teprve opouští hnízdo. Matka mládě dokrmuje ještě dalších devět až patnáct měsíců. Peří dospělce získává ve věku čtyř až šesti let, poprvé zahnízdí v šesti až sedmi létech; toho věku se dožívá sotva 10 % mláďat. Chovný cyklus je u fregatek ze všech mořských ptáků nejdelší. Výchovou vytížené samice mohou zahnízdit nejdříve až druhým rokem, samci každoročně. Fregatky jsou dlouhověké, dožívají se 25 až 35 let.

## Taxonomie
Rod fregat se dělí do pěti druhů:
- Fregatka vánoční (Fregata andrewsi) Mathews, 1914
- Fregatka ascensionská (Fregata aquila) (Linnaeus, 1758)
- Fregatka malá (Fregata ariel) (Gray, 1845)
- Fregatka obecná (Fregata minor) (J. F. Gmelin, 1789)
- Fregatka vznešená (Fregata magnificens) Mathews, 1914 [3][4]

## Ohrožení
Červený seznam IUCN zařadil mezi zranitelné druhy fregatku ascensionskou a fregatku vánoční (stav k roku 2022).

## Fotogalerie

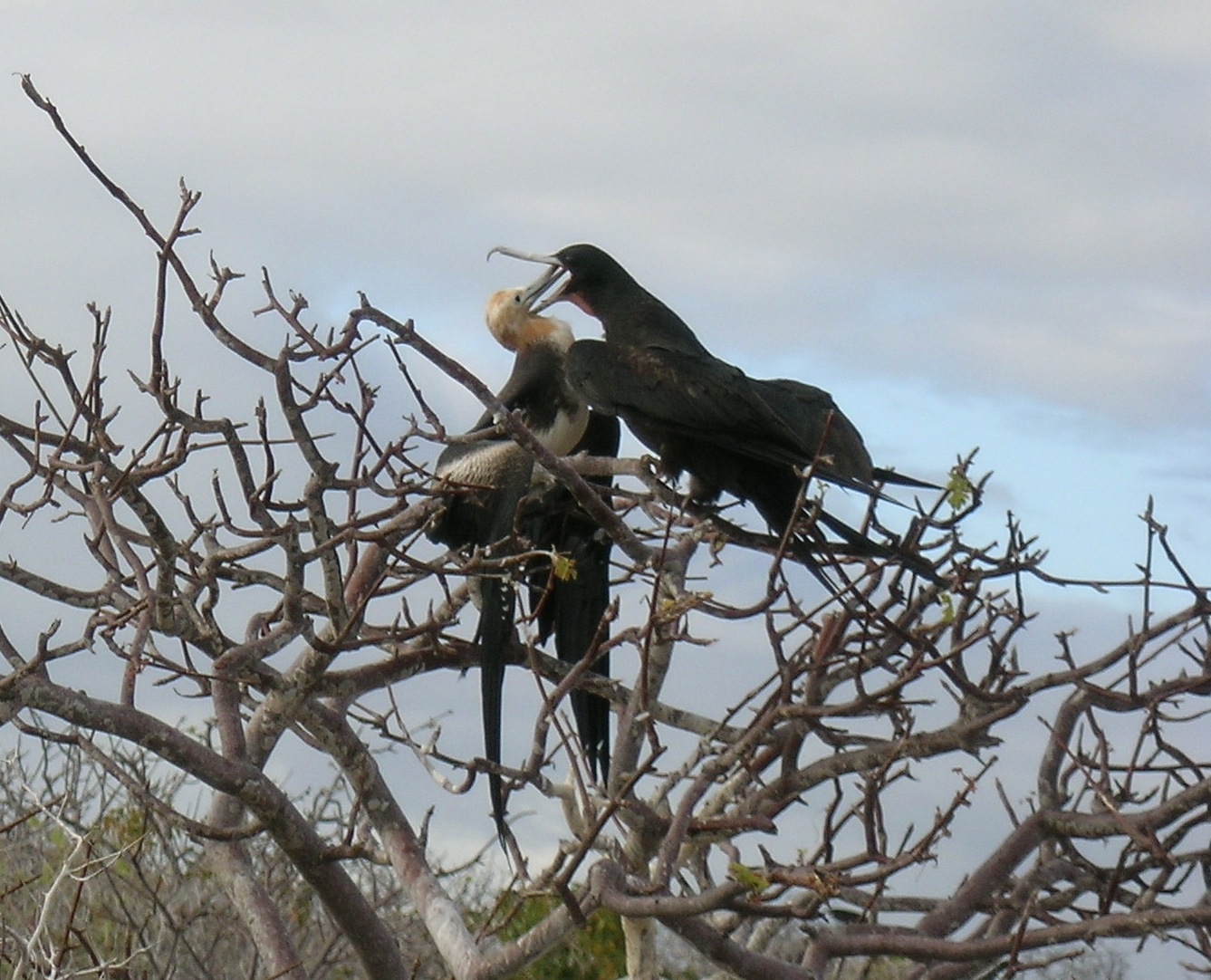
Krmení mláděte
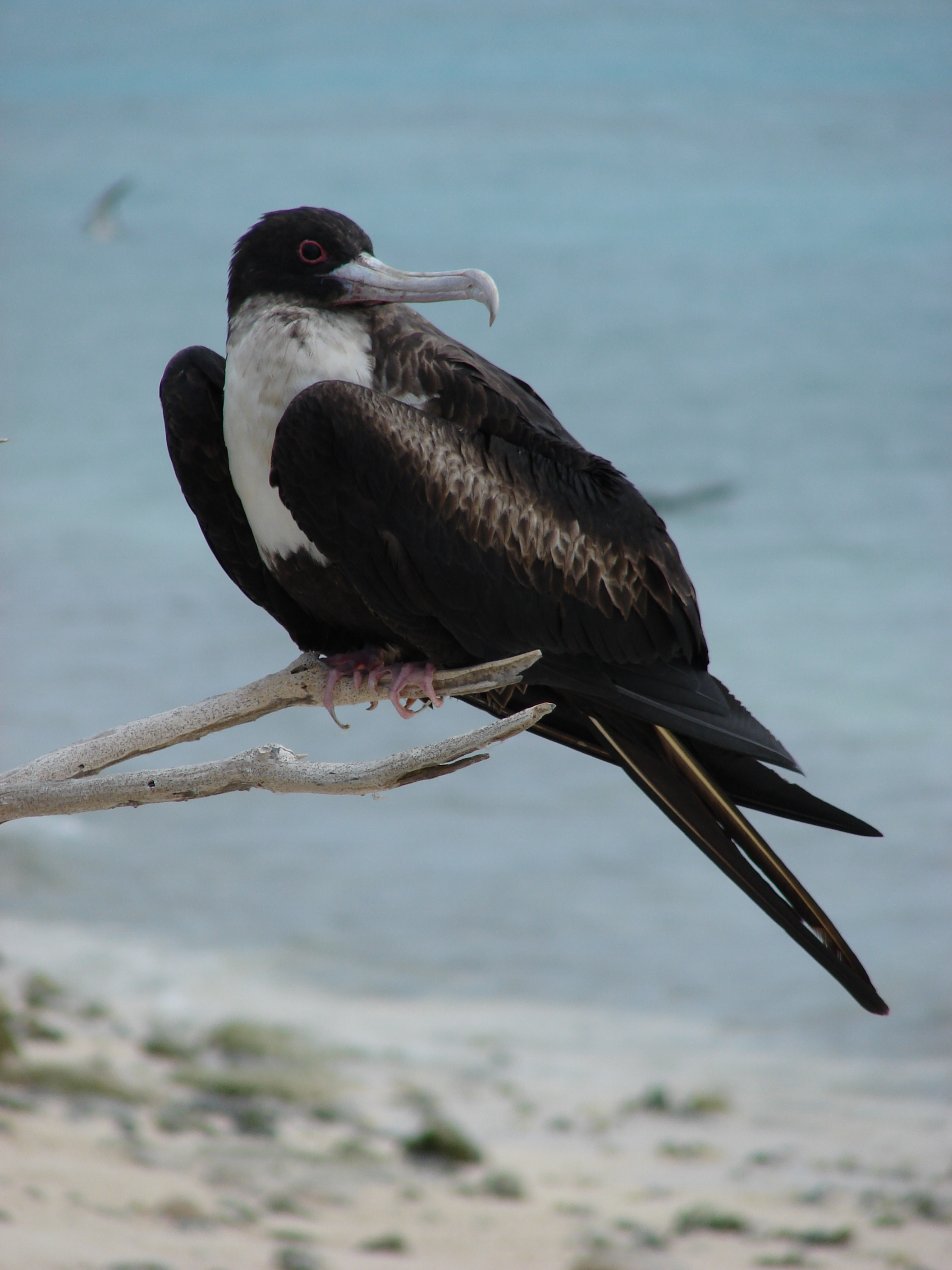
Samice odpočívá
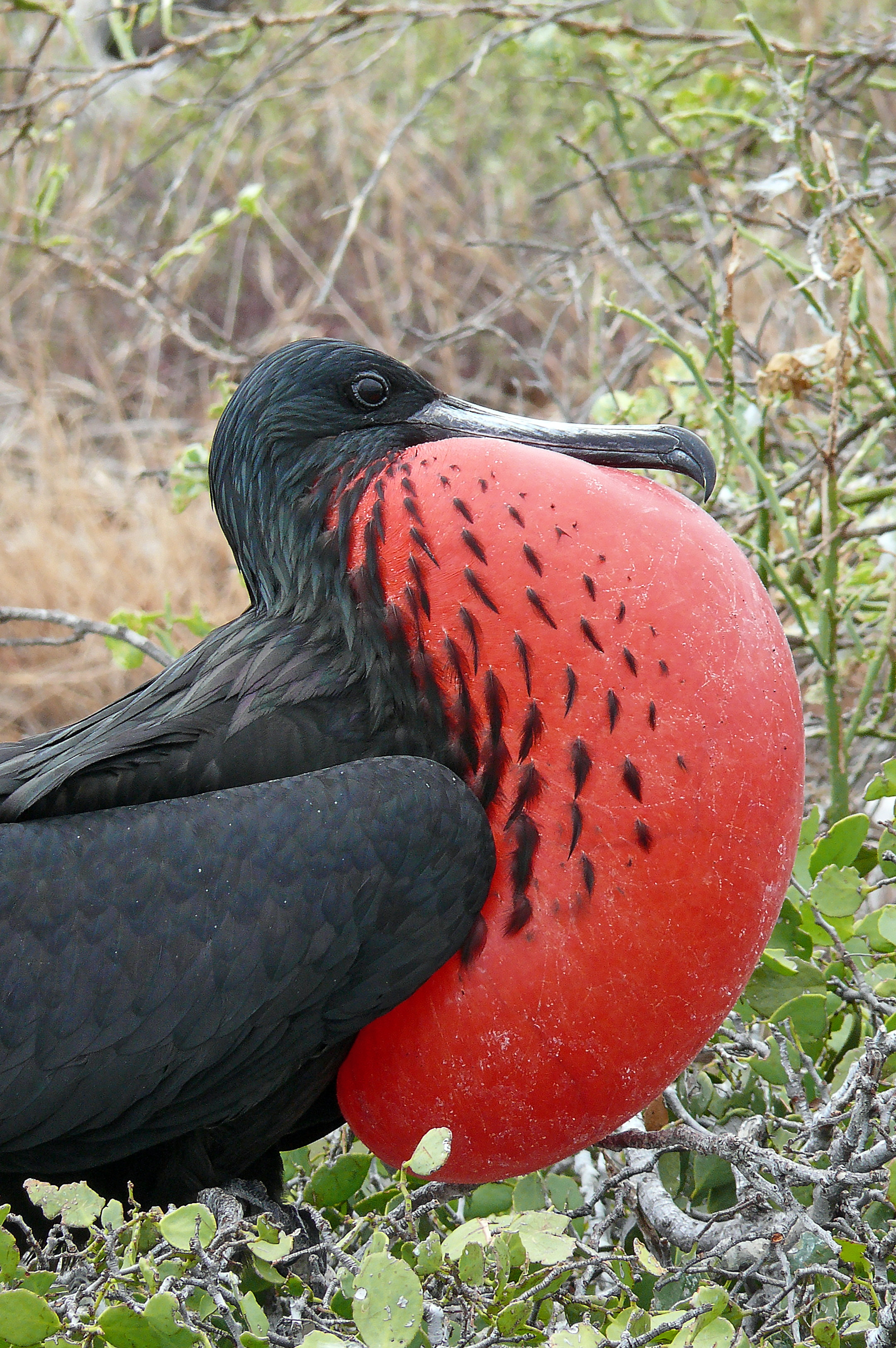
Samec se předvádí